# Herb Kijowa

Herb Kijowa (1995)

Herb Kijowa przedstawia Michała Archanioła trzymającego płonący miecz i tarczę na lazurowym polu. 

## Historia
W 1487 roku, po lokacji na terenie dzielnicy Padół miasta na prawie magdeburskim, otrzymało ono herb, przedstawiający rękę trzymającą kuszę. 
Od 1569 herb województwa kijowskiego przedstawiał w czerwonym polu białą postać św. Michała Archanioła, trzymającego w prawej ręce miecz goły, na dół końcem opuszczony, w lewej zaś pochwę, której koniec miecza dotyka. Herb ten był stosowany w XVII wieku także przez magistrat miasta Kijowa.
Obecna forma herbu Kijowa z archaniołem Michałem z mieczem i z tarczą z krzyżem została przyjęta przez Radę Miasta Kijowa 25 maja 1995 roku.

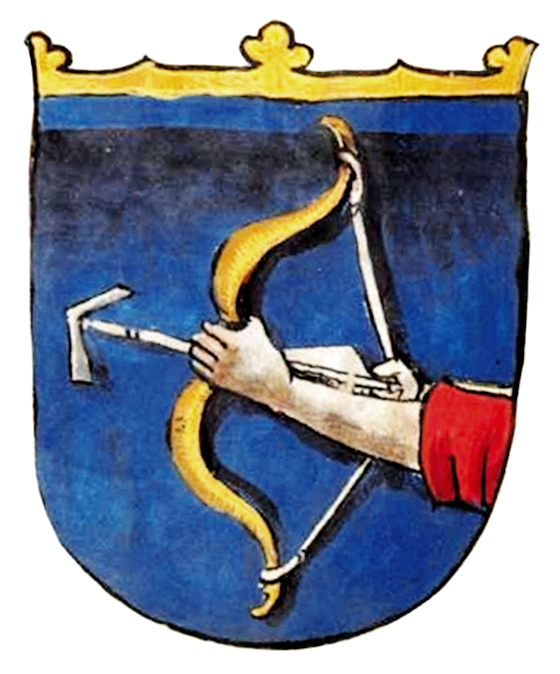
Herb Kijowa (1480)
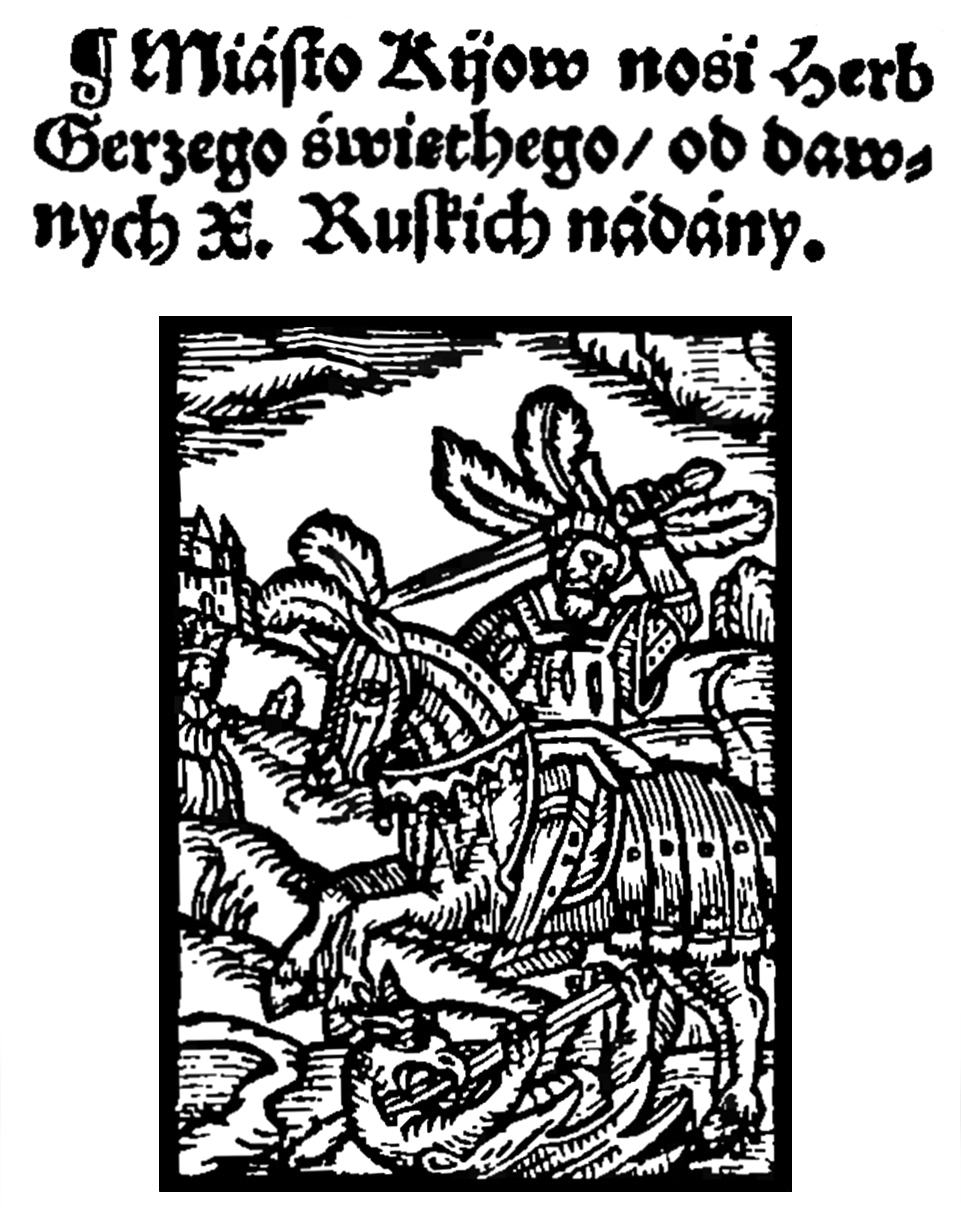
Święty Jerzy jako herb Kijowa (Gniazdo cnoty Bartosza Paprockiego, 1578)
Herb Kijowa (Padołu) na pieczęci magistratu (1698)
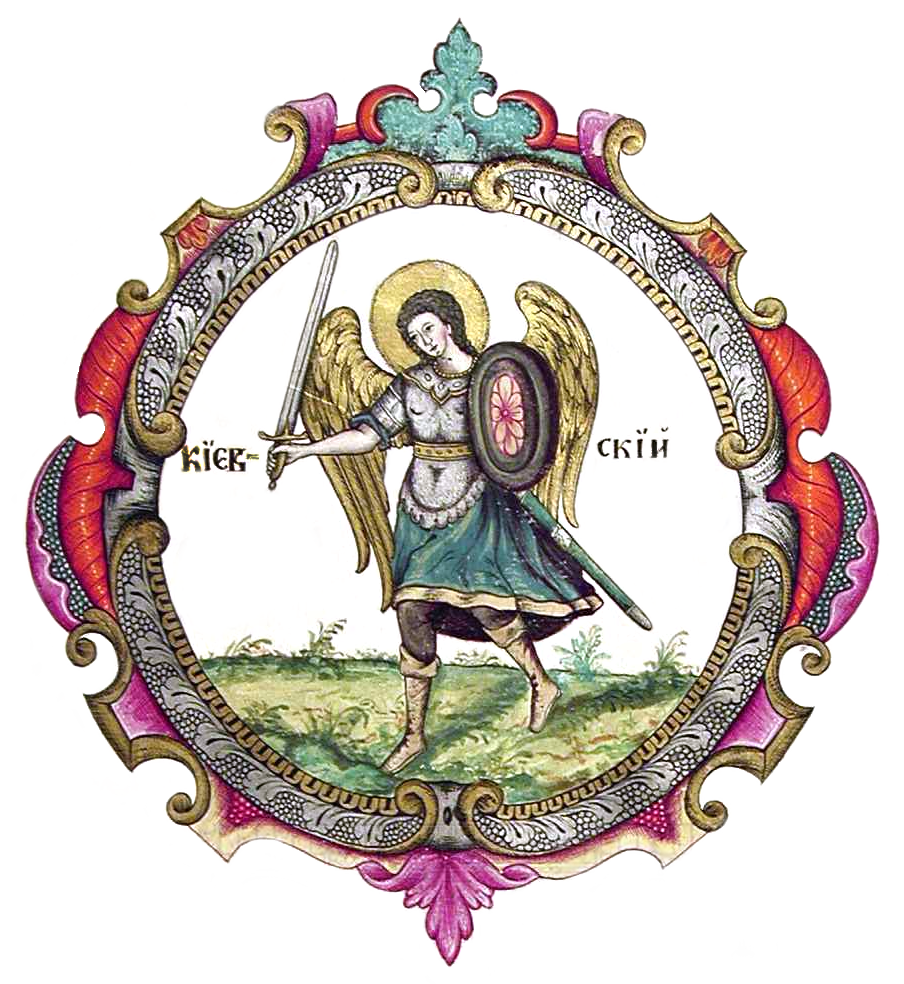
Herb Ziemi Kijowskiej zamieszczony w Carskim Tytularniku (1672)
Herb województwa kijowskiego (XVII w.)
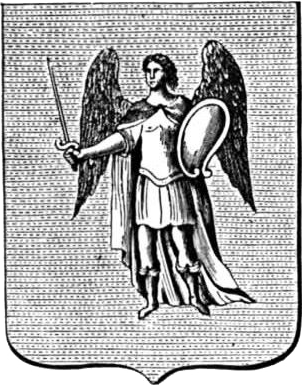
Herb Kijowa (1782)
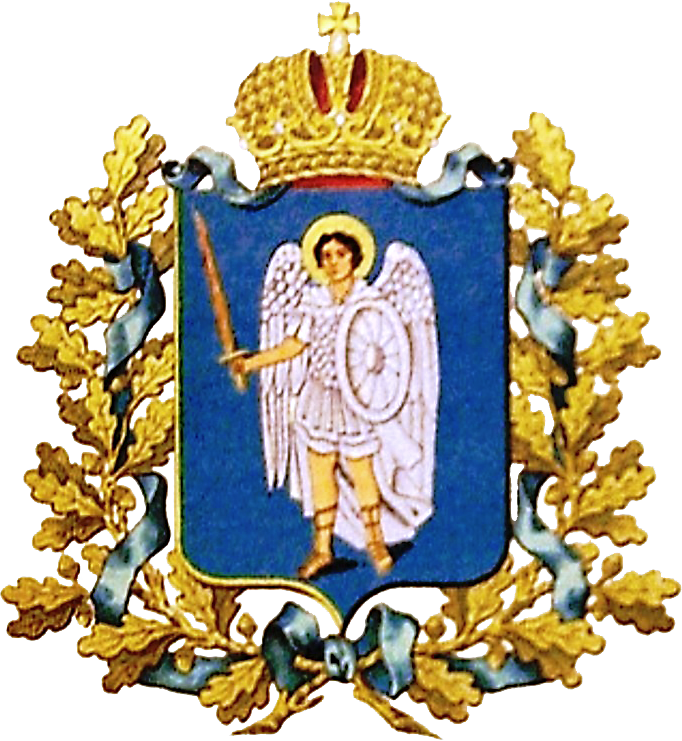
Herb guberni kijowskiej (1856)
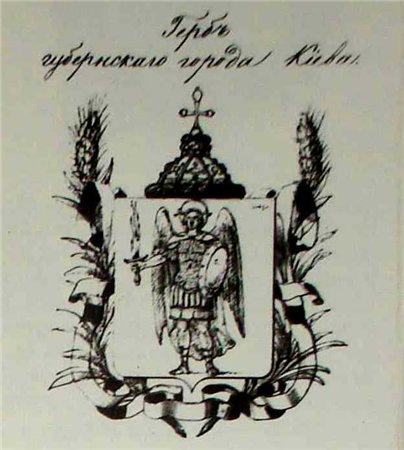
Projekt herbu Kijowa (1859)
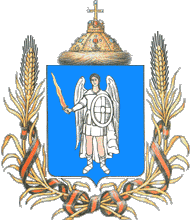
Herb Kijowa (1917)
Herb Kijowa (1969)
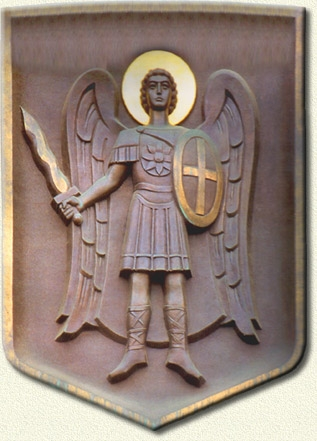
Herb Kijowa (1995)
Projekt herbu (1995)